# Wahid Rezaji
Wahid Rezaji, Vahid Rezae (ur. w 1993) – afgański lekkoatleta, sprinter.

## Rekordy życiowe
- Bieg na 200 metrów (hala) – 27,44 (2007) były[1] rekord Afganistanu seniorów[2], rekord Afganistanu kadetów[3] oraz młodzików[4]